# Небольсинский
Небольсинский — посёлок в Жуковском районе Брянской области, в составе Ржаницкого сельского поселения. 
 Расположен в 5 км к западу от села Ржаница, в 2 км к югу от железнодорожной платформы Эдазия. 
 Население — 97 человек (2010).

## История
Возник в начале XX века в составе Овстугской волости (первоначальное название — Небольсинские хутора). 
 До 1966 года входил в Троснянский и другие сельсоветы.
| Годы      | 1926 | 1979 | 1989 | 2002 | 2010 |
| --------- | ---- | ---- | ---- | ---- | ---- |
| Население | 63   | 172  | 140  | 103  | 97   |